# Selos e história postal da Cidade do Vaticano

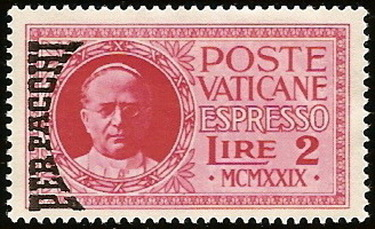
Selo datado de 1931, emitido pela Cidade do Vaticano, com a efígie do Papa Pio XI

O Correio do Vaticano opera seu próprio serviço postal e emite seus próprios selos postais desde 1929.
A história postal da Cidade do Vaticano começa logo após a sua fundação oficial, em 11 de fevereiro de 1929. Dois dias mais tarde, o correio do Vaticano começou a operar com suprimentos e equipamentos doados pelo governo italiano. A Cidade do Vaticano tornou-se membro da União Postal Universal em 1 de junho, e, em seguida, em 29 de julho, a Cidade do Vaticano e a Itália assinaram um acordo postal que entrou em vigor em 1 de agosto, prevendo o encaminhamento da correspondências do Vaticano através de Roma.

## Primeiros selos
O dia 1 de agosto de 1929 também viu a emissão dos primeiros selos do Vaticano (antes disso, foram usados selos italianos), a série definitiva de 15 valores denominada "Conciliação". Os valores mais baixos, de 5 a 75 centesimi, representado a heráldica dos brasões papais, enquanto os valores mais elevados (de 80 centesimi a 10 lire), contaram com um retrato completo do rosto do então papa reinante, Pio XI.
Em 1 de abril de 1933, o Vaticano emitiu a sua primeira série de selos semipostais, um conjunto de quatro selos marcando o 24º Santo Ano. Em 31 de maio do mesmo ano, as emissões-base "Jardins e Medalhões" foram produzidas. Enquanto o valor mais baixo ainda representava o brasão de armas, os valores mais altos incluíam vistas para os jardins e a de Basílica de São Pedro.
Em 18 de fevereiro de 1939, logo após a morte de Pio XI, ocorrida em 10 de fevereiro, os selos com brasões de 1929 tiveram sobreposta a inscrição "SEDE CE / MCMXXXIX". Eles permaneceram válidos até 3 de março, o dia seguinte à eleição do Papa Pio XII.

## Na atualidade
O Vaticano adquiriu uma reputação para a produção de belas e atraentes séries de selos em quantidades limitadas (até hoje, a média de produção para a maioria dos séries é de apenas 300 a 500 mil selos). Os selos do Vaticano são produzidos sob a autoridade do Escritório Filatélico e Numismático da Cidade do Vaticano.
Muita, mas não toda, correspondência postada a partir do Vaticano origina-se dos turistas, das congregações religiosas ou da Cúria Romana. Mas muitos romanos, descrentes da confiabilidade do correio italiano, vão até o Vaticano só para postar suas cartas importantes. Os selos italianos não podem ser usados no Vaticano e vice-versa. De acordo com a União Postal Universal, o correio do Vaticano é "um dos melhores sistemas postais do mundo" e "mais cartas são enviadas a cada ano, por habitante, do código postal 00120 do Vaticano, do que em qualquer outro lugar no mundo."